# Förlagssystem
Förlagssystem eller förläggarverksamhet kallades samköp av vävnadsprodukter skapade i hemmen, främst sedan bomullen slagit ut linet som material i mitten av 1800-talet. Förläggaren placerade ut utrustning och material hos de hemarbetande och samlade sedan in produkterna för försäljning. Denna verksamhet blev grunden till en blomstrande vävnadsindustri i bland annat Viskadalen. I Horred vid Riksväg 41 finns ett museum som skildrar förläggarverksamheten i gångna tider.

## Förlagssystem inom järnhandeln på 1700-talet
En annan typ av förlagssystemet, som gällde tillgång på rörelsekapital, användes inom handeln med järn i Sverige på 1600- och 1700-talen. Genom köp på ”förlag” kunde en uppköpare från till exempel England betala förskott på varor till ett handelshus i Stockholm som i sin tur förskotterade ägaren till ett järnbruk. På det sättet fick bruksägaren pengar till framställningen av järnet. Kunde järnbruket inte leverera beställd volym järn uppstod skuldsättning. I många fall ledde det till att handelshuset övertog bruket. I Stockholm kallades ägarna till dess handelshus skeppsbroadeln.